# Le Sacré-Coeur, Montmartre e Rue Saint-Rustique
Le Sacré-Coeur, Montmartre e Rue Saint-Rustique è un dipinto (49,5x60,9 cm) realizzato nel 1927 circa dal pittore Maurice Utrillo; raffigura la basilica del Sacré-Coeur, motivo ricorrente del pittore, appare chiusa dalle case in primo piano, mentre solo la cupola svetta tra i tetti. 
È conservato nel Museum of Fine Arts di Boston.